# Deficiencia de potasio
La carencia de potasio es un desorden fisiológico de las plantas, más común en suelos ligeros, arenosos y yesosos o de turba, bajos en arcilla. Se produce también en los suelos arcillosos pesados de estructura pobre.
Las plantas necesitan el ion potasio (K+) para la síntesis de proteínas y la apertura y cierre de los estomas, que está regulada por bombas de protones para mantener la turgencia de las células que los rodean. Una deficiencia de iones de potasio puede debilitar la capacidad de las plantas para mantener estos mecanismos fisiológicos.
La deficiencia, más a menudo, afecta a los frutos y a las legumbres, especialmente a las patatas, el tomate, las manzanas, las grosellas y las ribes uva-crispa. Los síntomas típicos son el secado y el rizado de las hojas y la coloración amarilla de las venas de la hoja. Puntos de color púrpura también puede aparecer en la parte inferior de las hojas.
Las plantas con deficiencia pueden ser más susceptibles a los daños de la helada blanca y a las enfermedades y los síntomas de deficiencia a menudo pueden ser confundidos con el secado debido al viento o la sequía.
La prevención y el tratamiento puede hacerse a corto plazo proporcionando estiércol de consuelda hecho en casa, de algas, de compost de helechos u otros abonos orgánicos ricos en potasio. A largo plazo, la estructura del suelo debe ser mejorada mediante la adición de grandes cantidades de compost bien descompuesto o estiércol. Las cenizas de madera, de alto contenido en potasio, en primer lugar deben compostarse, ya que es una forma altamente soluble.